# ستان إدواردز
ستان إدواردز (بالإنجليزية: Stan Edwards)‏ (17 أكتوبر 1926 في المملكة المتحدة - 14 يناير 1989) هو لاعب كرة قدم بريطاني (وحمل سابقاً جنسية المملكة المتحدة لبريطانيا العظمى وأيرلندا) في مركز الهجوم. لعب مع تشيلسي وكولتشستر يونايتد ونادي ليتون أورينت وهوردن كوليري ولفير ‏.